# Lucius Vitellius (Sohn)
Lucius Vitellius (* 24. September 15; † 11. Juli 69 wohl in Rom) war ein römischer Politiker und Bruder des Kaisers Aulus Vitellius.

## Leben
Lucius Vitellius war ein Sohn des dreifachen Konsuls gleichen Namens und seiner Ehefrau Sextilia. Er war mit Iunia Calvina verheiratet, einer Nachfahrin des Augustus, von der er sich jedoch vor 49 wieder scheiden ließ, um eine Frau namens Triaria zu heiraten. 48 war er als Nachfolger seines Bruders Aulus, des späteren Kaisers, Suffektkonsul. 61/62 folgte er ihm im Prokonsulat der Provinz Africa nach. 69 war Lucius Vitellius in Rom und musste mit weiteren Senatoren den Kaiser Otho nach Mutina begleiten. Nach der Schlacht bei Bedriacum, in der Aulus Vitellius Otho besiegte, eilte Lucius von Bononia nach Lugdunum, wo sich sein Bruder aufhielt.
Als Senator war er Wortführer gegen den später zu Vespasian übergetretenen Feldherrn Aulus Caecina Alienus und gegen Iunius Blaesus, einen Enkel des Iunius Blaesus, der Oheim des Lucius Aelius Seianus gewesen war. Vitellius konnte die Beseitigung des Iunius Blaesus durchsetzen. Während sein Bruder gegen Vespasian, den späteren Kaiser, kämpfte, wurde Lucius nach Kampanien geschickt; dort belagerte er die Stadt Tarracina und zerstörte sie schließlich. Nachdem Aulus Vitellius 69 als Kaiser abgesetzt und getötet worden war, wurde der nach Rom zurückkehrende Lucius in Bovillae gefangen genommen und kurz darauf hingerichtet.